# Cap Noir (Réunion)

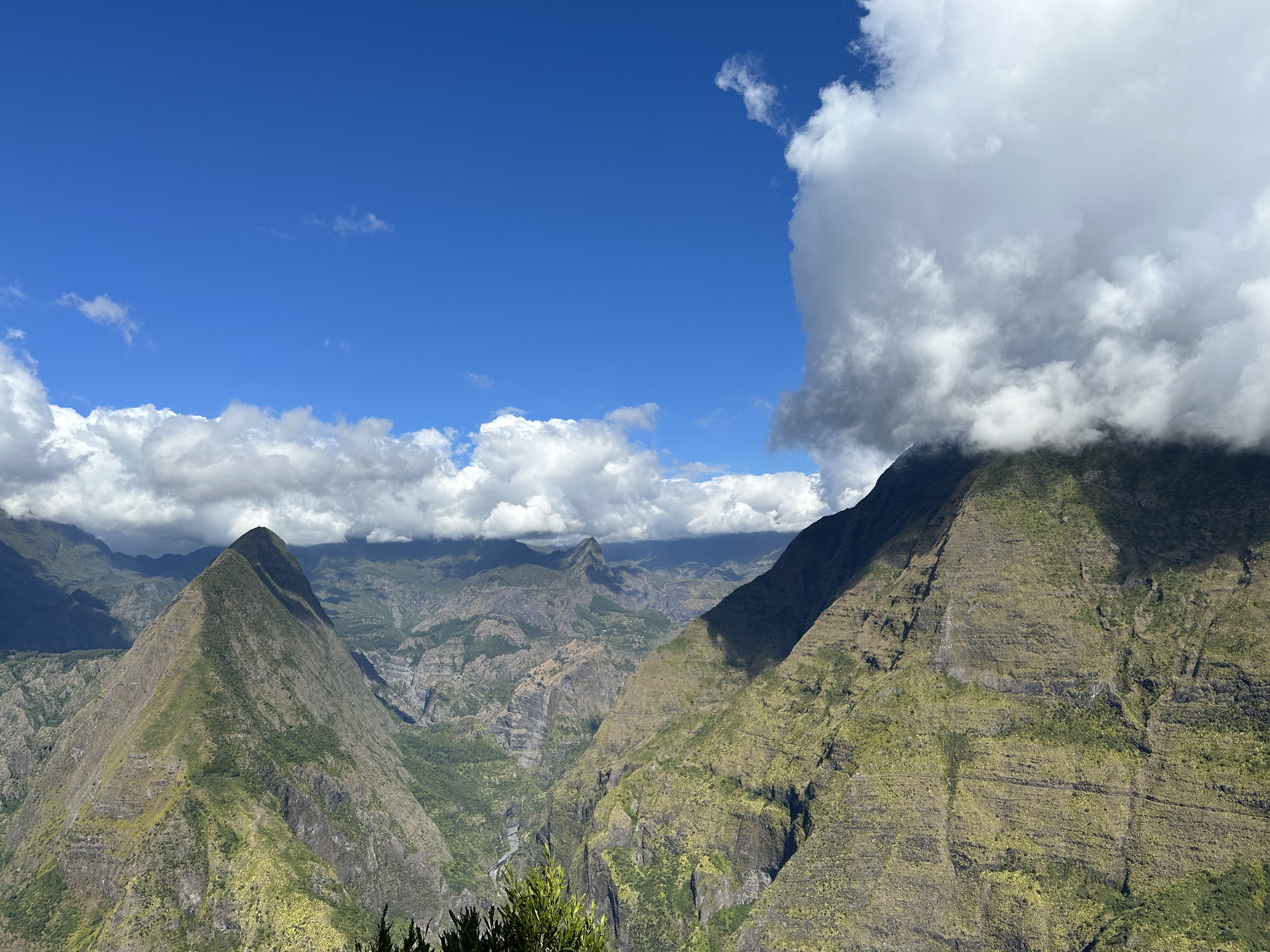
Blick vom Cap Noir, 2024

Das Cap Noir ist ein Aussichtspunkt in der Gemeinde La Possession im französischen Übersee-Département Réunion, von dem aus ein weiter Blick von Nordwesten in den Cirque de Mafate möglich ist.

## Lage
Cap Noir liegt südöstlich oberhalb des Bergdorfes Dos d'Âne unmittelbar an der hohen nordwestlichen Kante des Talkessels Cirque de Mafate auf einer Höhe von etwa 1100 Metern. Zu erreichen ist der Aussichtspunkt über einen Fußweg vom Ende der das Dorf durchquerenden Straße. Außerdem führt nahe des Caps der Wanderweg GR R2 entlang. Am Fuße des Caps verläuft der Fluss Rivière des Galets in einem Bogen.
Vom Cap besteht ein Blick insbesondere auf die im Cirque de Mafate befindlichen Höhenzüge Crête de la Marianne und Crête d′ Aurère.

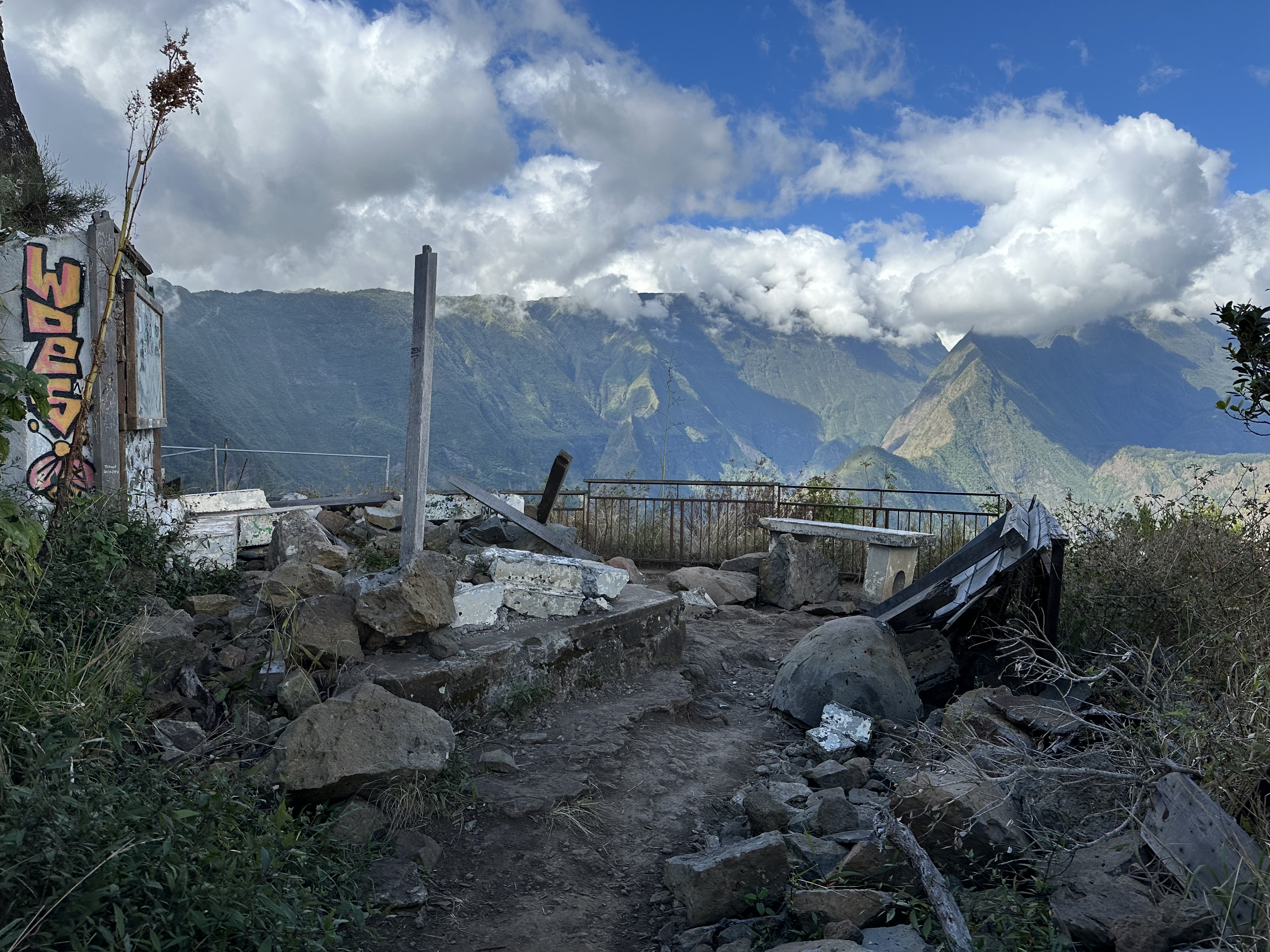
Aussichtspunkt mit zerstörtem Pavillon im Jahr 2024

Am durch Geländer gesicherten Aussichtspunkt bestehen Hinweistafeln und ein christlicher Bildstock. Lange bestand auch ein Pavillon mit Sitzgelegenheiten, der jedoch durch herabstürzende Felsen am 22. Mai 2023 zerstört wurde. Wegen der Gefahr von Steinschlägen war der Aussichtspunkt bereits seit dem 21. März 2023 gesperrt. Die offizielle Sperrung dauert weiter an, wird vor Ort jedoch häufig ignoriert. Der als Sperre errichtete Bauzaun wurde zerstört.